# Tytus Howard
Tytus Howard (* 23. Mai 1996 in Monroeville, Alabama) ist ein American-Football-Spieler auf der Position des Offensive Tackles für die Houston Texans der National Football League (NFL). Er spielte College Football an der Alabama State.

## Frühe Karriere
Howard besuchte die County High School, wo er als Quarterback spielte. Dort spielte er auch Basketball.

## College
Howards College-Football-Karriere begann mit einer Facebook-Nachricht. Seine Mutter, Teresa Rivers, sendete eine Nachricht an den Alabama State Head Coach Reggie Barlow und bat ihn, einen Blick auf ihren Sohn zu werfen, einen Highschool-Quarterback. Rivers dachte, dass ihr Sohn eine Chance verdient hätte, auf dem nächsten Level zu spielen, und das möglichst in der Nähe. Zusammen mit der Nachricht sendete Rivers auch einige Spiel-Highlights.
Barlow zeigte seinem Personal die Highlights. Obwohl die Trainer Howard nicht als College-Quarterback sahen, erkannten sie das Potential in der Athletik und den ungeschliffenen Fähigkeiten des Highschool Seniors und nahmen ihn auf.
Nach seinem ersten Jahr als Tight End erhielt er ein Stipendium, obwohl er kein einziges Spiel spielte. Damit war Howard der erste Mann seiner Familie, der ein College mit einem Stipendium besuchte.
Mit dem Stipendium ging ein Positionswechsel einher. Die ASU-Coaches versuchten zunächst, Howard im Scout-Team zu testen, um zu sehen, ob er die richtige Beinarbeit hatte, um den Wechsel zum Offensive Tackle zu schaffen, um sich dann darauf zu konzentrieren, ihn auch körperlich wie einen Tackle aussehen zu lassen.
Nach einem Redshirt-Jahr im Jahr 2014 spielte er im nächsten Jahr acht Spiele, sechs davon als Starter in der Offensive Line. 2016 startete und spielte er sieben College-Football-Spiele für Alabama. 2017 spielte er in allen elf Spielen als Tackle. Er führte sein Team bei den Pancakes an und erlaubte nur einen Sack. Er half seinem Team, von den letzten sechs Spielen fünf zu gewinnen.

## NFL
Howard wurde von den Houston Texans in der ersten Runde (23. Pick) des NFL Draft 2019 ausgewählt. Die Texans glaubten, dass, weil Howard mehrere andere Positionen in der Offensive gespielt hat, es ihm helfen wird, ein vollständiges Verständnis des Passspieles, des Passschutzes und des Laufspiels zu erhalten. Er ist der erste Alabama-State-Spieler, der in der ersten Runde eines NFL Drafts ausgewählt wurde. Zuvor war der früheste Pick für Alabama State seit Curtis Green als 46. Pick im NFL Draft 1981.
Howard bestritt in seinen ersten vier Jahren für Houston 54 Spiele als Starter und einigte sich im Juli 2023 mit den Texans auf eine Vertragsverlängerung um drei Jahre im Wert von 56 Millionen US-Dollar.

## Persönliches
Howard ist der Sohn von Tyran Rivers und Nathaniel Howards.